# Vernet-la-Varenne
Vernet-la-Varenne korábbi község (település) Franciaországban, Puy-de-Dôme megyében. 2019. január 1-jén Chaméane községgel egyesült és Le Vernet-Chaméane új község része lett.
Lakosainak száma 646 fő (2018. január 1.). Vernet-la-Varenne Bansat, Chaméane, Champagnat-le-Jeune, La Chapelle-sur-Usson, Sainte-Catherine, Saint-Étienne-sur-Usson, Saint-Genès-la-Tourette és Saint-Germain-l’Herm községekkel határos.

## Népesség
A település népessége az elmúlt években az alábbi módon változott:
| Lakosok száma | 703  | 689  | 732  | 646  | 646  |
|               | 2013 | 2015 | 2016 | 2017 | 2018 |